# William M. Calder
William M. Calder (Brooklyn, 1869. március 3. vagy 1869. március 31. – Brooklyn, 1945. március 3.) az Amerikai Egyesült Államok szenátora (New York, 1917–1923).